# Cambio climático en el Caribe

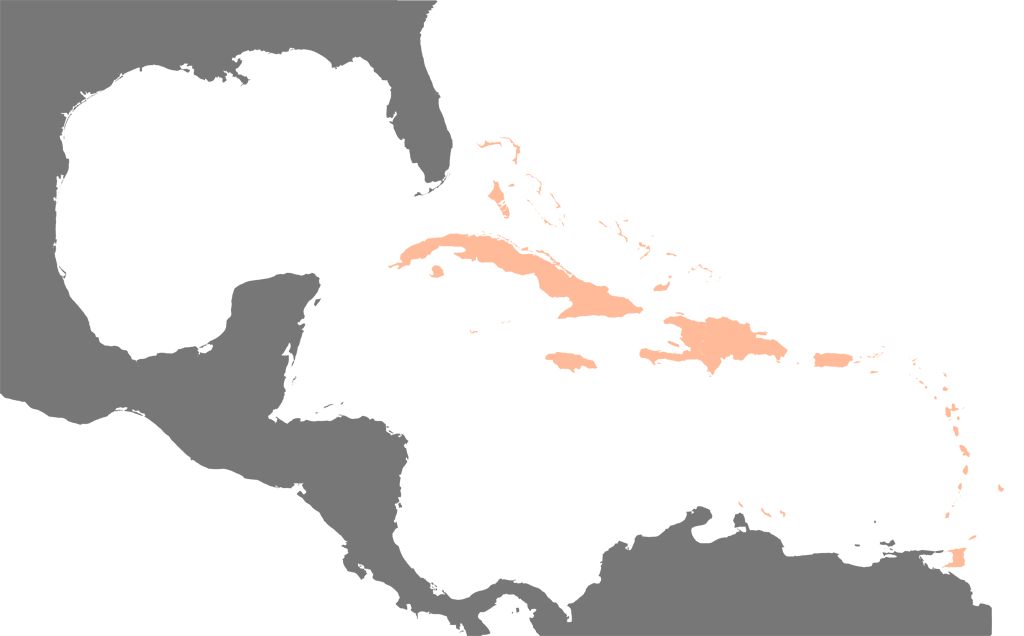
Mapa del Caribe.

El cambio climático en el Caribe presenta importantes riesgos para las islas del Caribe. Los principales cambios ambientales que se espera que afecten al Caribe son la subida del nivel del mar, huracanes más fuertes, estaciones secas más largas y estaciones húmedas más cortas. Como resultado, se espera que el cambio climático genere cambios en la economía, el medio ambiente y la población del Caribe. El aumento de temperatura de 2 °C por encima de los niveles preindustriales puede aumentar la probabilidad de lluvias huracanadas extremas de cuatro a cinco veces en las Bahamas y tres veces en Cuba y República Dominicana. El aumento del nivel del mar podría afectar a las comunidades costeras del Caribe que estén a menos de 3 metros sobre el nivel del mar. En América Latina y el Caribe, se espera que entre 29 y 32 millones de personas se vean afectadas por la subida del nivel del mar, ya que viven por debajo de este umbral. Se espera que las Bahamas y Trinidad y Tobago sean las más afectadas porque más del 80% de su territorio está por debajo del nivel del mar.

## Impacto en el medio ambiente

### Cambios de temperatura y clima

#### Eventos climáticos extremos

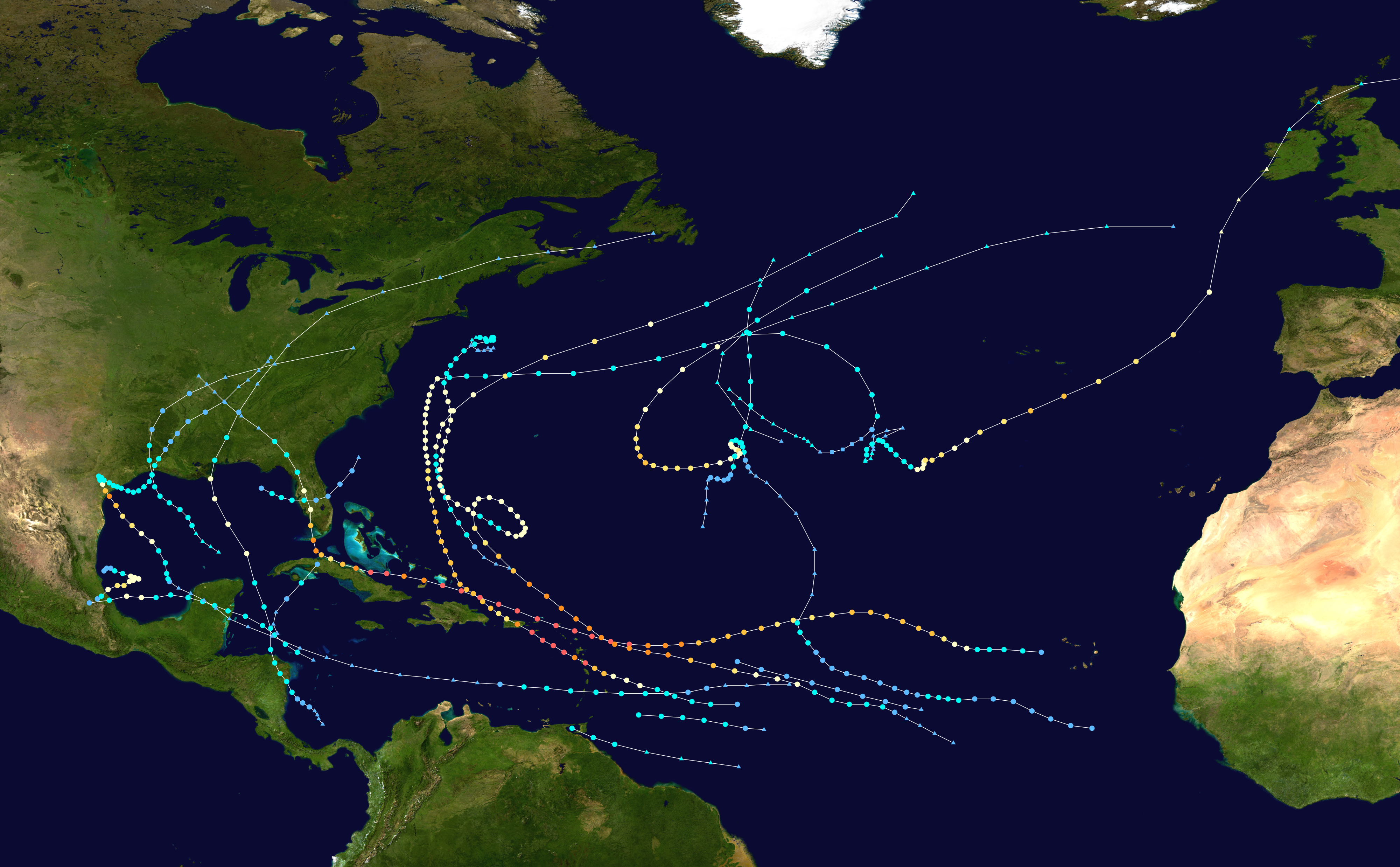
Resumen de la temporada de huracanes de 2017 en el Atlántico, según NASA.

Se prevé que un aumento de la temperatura de la superficie del mar y del aire promoverá el desarrollo de ciclones tropicales más fuertes. Los factores clave que conducen al desarrollo de huracanes son las temperaturas cálidas del aire y la superficie del mar. Las temperaturas más altas aumentan la probabilidad de que la tormenta se convierta en huracán. Esto proporciona la energía para que el huracán se intensifique.
En septiembre de 2017, el Centro Nacional de Huracanes de los Estados Unidos informó que la cuenca del Atlántico Norte estaba muy activa porque se formaron cuatro tormentas tropicales y todas se convirtieron en huracanes. Informan una cantidad superior al promedio de tormentas tropicales que se convirtieron en huracanes este año. Dos de estos cuatro huracanes, Irma y María, azotaron las islas del Caribe. Una vez en el Caribe, Irma y María se convirtieron en huracanes de categoría 5. La NASA informó que la temperatura de la superficie del mar en el Caribe cuando Irma se convirtió en huracán era de 30 °C. Se estima que la temperatura necesaria para el desarrollo de una gran tormenta es de 26,7 °C.

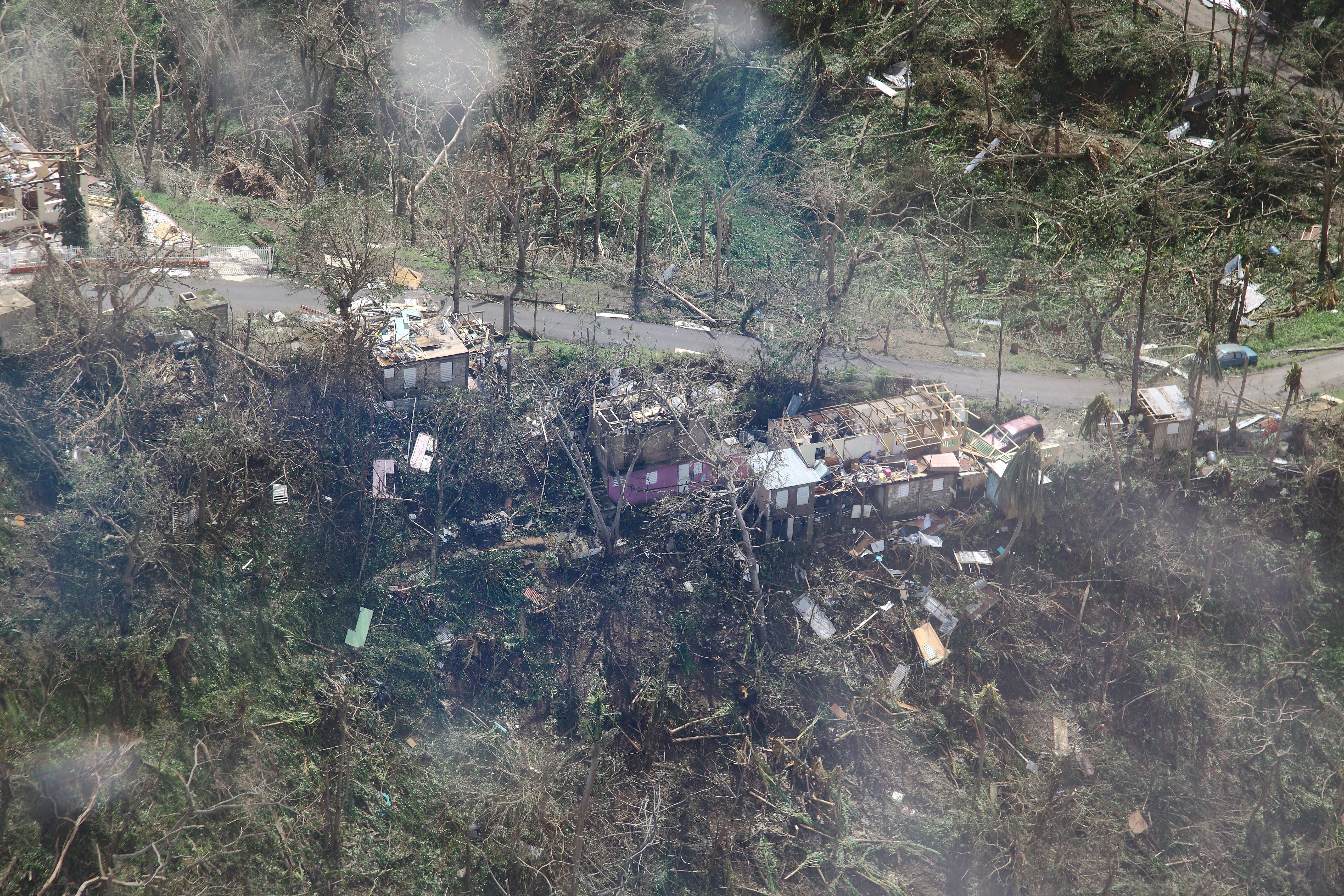
Casas destruidas después del huracán María en Puerto Rico.

Los huracanes de categoría 5 tienen vientos de velocidades superiores a los 250 kmh. Además de ser fuertes, los huracanes Irma y María también trajeron más precipitaciones que las tormentas anteriores. Cuanto más cálida es la temperatura del aire, más agua puede retener el aire, lo que genera más precipitaciones. Este aumento en el fortalecimiento y las precipitaciones de los huracanes recientes se debe al cambio climático. El huracán Irma y María tuvieron un total de 51 cm de lluvia. En Cuba, la precipitación sostenida del huracán Irma fue de 27,4 cm por hora. En Puerto Rico, el huracán María tuvo una precipitación sostenida de 16,4 cm por hora. Se observan sequías repetidas y prolongadas, un aumento en la cantidad de días muy calurosos, eventos de lluvias intensas que provocan inundaciones localizadas repetidas y un aumento del nivel del mar que está consumiendo las hermosas playas de las que depende el turismo en la región.
Un aumento de temperatura de 2 °C por encima de los niveles preindustriales puede aumentar la probabilidad de lluvias huracanadas extremas de 4 a 5 veces en las Bahamas, 3 veces en Cuba y República Dominicana. Incluso las naciones más ricas de la región necesitan 6 años para recuperarse de tal evento. Si la temperatura global aumenta solo en 1,5 °C, se reducirá significativamente el riesgo.

### Ecosistemas
También se ha sugerido que un aumento de la temperatura de la superficie afectará a los arrecifes de coral. En 2005 en el Caribe, se cree que un aumento de la temperatura de la superficie del mar provocó un blanqueamiento generalizado de los corales. En este estudio, evalúan si este aumento en la temperatura de la superficie del mar se debió a la variabilidad climática natural o la actividad humana. Llegaron a la conclusión de que sería muy poco probable que la variabilidad climática natural por sí sola pueda explicar este evento. Su modelo sugiere que este evento ocurriría una vez cada 1000 años si la actividad humana no se toma en consideración en el modelo. Los arrecifes de coral son una gran parte del océano Caribe y un aspecto importante de su ecosistema. El blanqueamiento de los corales es un efecto del cambio de clima debido al aumento de la temperatura del agua del mar. El coral también se está utilizando como un "recurso natural" con el que los nativos producen cemento y agregados porque no tienen los mismos materiales que otros países.

### Aumento del nivel del mar
Se espera que el aumento del nivel del mar provoque erosión costera debido al cambio climático. Según la NASA, se espera que el nivel del mar aumente de 30 cm a 1 metro para 2050. El aumento del nivel del mar podría afectar a las comunidades costeras del Caribe si están a menos de 3 metros sobre el mar. En América Latina y el Caribe, se espera que entre 29 y 32 millones de personas se vean afectadas por el aumento del nivel del mar porque viven por debajo de este umbral. Se espera que las Bahamas y Trinidad y Tobago sean las más afectadas porque al menos el 80% de su territorio está por debajo del nivel del mar. Las pérdidas costeras oscilan entre US $ 940 millones y US $ 1,2 mil millones en las 22 ciudades costeras más grandes de América Latina y el Caribe. Las principales fuentes de ingresos, como el turismo, también se verán afectadas porque muchos de los principales atractivos turísticos, como las playas y los hoteles, se encuentran cerca de la costa. En 2004, un estudio informó que 12 millones de turistas habían visitado el Caribe. Los daños a las playas también pueden afectar negativamente a las tortugas marinas que anidan en el Caribe. Las islas sirven como sitios de anidación y hábitats para tortugas marinas, que se encuentran en peligro debido a la erosión costera y los cambios en el hábitat en todas las etapas de su ciclo de vida. El aumento del nivel del mar puede afectar el lugar donde anidan las tortugas marinas y su comportamiento de anidación.

## Impacto en las personas
El Caribe se encuentra en una posición particularmente difícil para abordar el cambio climático. La larga historia de colonialismo en el Caribe para la extracción de bienes, como el azúcar, los ha dejado dependientes de entidades coloniales. Esto ha creado una desventaja para el Caribe, ya que carecen de la capacidad para competir en la economía mundial actual y ser autosuficientes. Siglos de colonialismo han generado un ciclo de retroalimentación de la dependencia de la economía del Caribe de las potencias globales.
Los daños que se esperan del cambio climático debilitarán la economía del Caribe, ya que afectará algunas de las principales fuentes de ingresos, como el turismo. Se ha estimado que entre el 25% y el 35% de la economía del Caribe depende del turismo. El turismo se podría reducir significativamente si menos turistas viajan al Caribe debido a un aumento en la fuerza y probabilidad de huracanes en el próximo siglo. Se espera que los costos de los huracanes oscilen entre US $ 350 millones y US $ 550 millones o alrededor del 11% al 17% del PIB actual. Esperan que las Bahamas, Haití y Jamaica sean las islas que más sufrirán el cambio climático. Además, sugieren que las áreas agrícolas y rurales se encuentran entre los sectores que serán más afectados por los huracanes en el Caribe. Ellos estiman que los daños a estas áreas podrían costar alrededor de US $ 3 millones por año para 2050 y US $ 12 millones - $ 15 millones para 2100.

### Impacto cultural
Hay una variedad de personas que viven en las islas del Caribe y están muy afectadas por los efectos del cambio climático. Culturalmente, los pueblos del Caribe son una mezcla de pueblos africanos, asiáticos, europeos e indígenas. El turismo es un aspecto importante en la economía caribeña. Sin él, las economías colapsarán y los residentes lucharán más de lo que ya lo hacen. El impacto del cambio climático en el turismo conducirá a resultados desconocidos y muchas dificultades para las islas. La región costera, donde los turistas residen en sus viajes, no se parece en nada a la residencia original de los nativos.

## Adaptación
En Mesoamérica, el cambio climático es una de las principales amenazas para los agricultores rurales de América Central, ya que la región está plagada de frecuentes sequías, ciclones y El Niño-Oscilación del Sur. Aunque existe una amplia variedad de estrategias de adaptación, estas pueden variar drásticamente de un país a otro. Muchos de los ajustes que se han realizado son principalmente agrícolas o relacionados con el suministro de agua. Algunas de estas estrategias de adaptación incluyen la restauración de tierras degradadas, el reordenamiento de los usos de la tierra, la diversificación de los medios de vida, los cambios en las fechas de siembra o recolección de agua e incluso la migración. La falta de recursos disponibles en Mesoamérica continúa siendo una barrera para adaptaciones más sustanciales, por lo que los cambios realizados son incrementales.
Una de las soluciones a las que han llegado los investigadores para reducir las emisiones de CO2 es aumentar el precio de mercado del carbono. Aumentar el precio de mercado del carbono proporciona señales a los consumidores para que reduzcan el consumo de bienes y servicios intensivos en carbono. También indica a los productores que sustituyan insumos intensivos en carbono e introduce incentivos al mercado para innovar y adoptar nuevos productos y procesos bajos en carbono. Es importante buscar formas de reducir las emisiones de CO2 para ayudar a la desaceleración a largo plazo del cambio climático, ya que se desconocen los verdaderos costos del cambio climático. Esto se debe a los posibles cambios tecnológicos en el futuro, la existencia de irreversibilidad en las políticas para enfrentar el problema y la presencia de bienes y servicios ajenos al mercado y vulnerables al cambio climático. Los investigadores dicen que el atributo número uno del cambio climático es la falta de políticas aplicables.

## Lectura adicional
- https://www.jstor.org/stable/41917607?seq=1#metadata_info_tab_contents EL CAMBIO CLIMÁTICO Y EL CARIBE: REVISIÓN Y RESPUESTA
- https://agupubs.onlinelibrary.wiley.com/doi/abs/10.1029/2010EO160002 Respiraderos volcánicos encontrados en aguas profundas del Caribe

- Datos: Q48727357
- Multimedia: Climate change in the Caribbean / Q48727357